# Пенджикентский округ
Пенджикентский округ — единица административного деления Таджикской АССР и Таджикской ССР, существовавшая в 1929—1930 годах. Административный центр — Пенджикент.
Пенджикентский округ был образован в 1929 году путём переименования Пенджикентского вилайета. Делился на 6 тюменей (районов):
- Афторбруинский;
- Бек-Будинский (Пенджикентский);
- Искандеровский;
- Кштутский;
- Магнан-Фарабский;
- Фальгарский[1].

Согласно постановлению ЦИК и СНК Таджикской ССР от 30 июля 1930 года Пенджикентский округ был упразднён (к 20 декабря 1930 года).